# Валентин Веселинов
Валентин Юлиянов Веселинов (роден на 15 юни 1992 г. в Русе) е български футболист, полузащитник.

## Кариера
Веселинов започва кариерата си в Сливен и записва мачове и в А група. През зимата на 2012 изкарва неуспешни проби в полски отбор и след това изкарва успешни проби в Ботев Пловдив и започва да играе в тима.
През септември 2019 година основава ФК „Гранд Про“ във Варна.